# مريم سباركس
ميريام سباركس بانيستر والمعروفة باسم فويسي (بالإنجليزية: Miriam Sparks Ba(n)nister)‏ (من مواليد آذار / مارس عام 1817 - والمُتوفاة في 9 أبريل 1928) هي امرأة إنجليزية اعتبرت كواحدة من أقدم المعمرين الفائقين.

## حياتها
وُلدت ميريام فويسي في سيدموث لجون وهستر فويسي وعُمِّدت بعد فترة وجيزة في سالكومبي ريجيس بديفون في إنجلترا. تزوجت ميريام من المتعاقد جون بودمان بانيستر في لندن في عام 1850، عن عمر يناهز الـ 33. انتقلت ميريام إلى الولايات المتحدة في عام 1854، وولدت بناتها روز وبيرتا في الولايات المتحدة في 1855 و1858، ثم أصبحت أرملة في عام 1878 كانت ميريام عضوًا في كنيسة القديس فيليب الرسول. عانت ميريام من ضعف الرؤية نتيجة إعتام عدسة العين في الشيخوخة، ولم تعد قادرة على القراءة.
تم استشارتها في سنواتها الأخيرة للتعليق على الأحداث وأخذ المشورة منها. أعلنت في عام 1925 «الجيل الحالي ليس سيئاً، إنه مختلف تماماً» «وكذلك كل شيء آخر في العالم». عزَت ميريام طول عمرها وصحتها الجيدة إلى «بساطة الأطعمة، وتجنب الإفراط في تناول الطعام والامتناع عن القلق». عندما توفيت في منزلها في سانت لويس بميزوري كانت تبلغ من العمر 111 عامًا و21 يومًا. لم تكن ميريام أكبر شخص حي بسبب طول عمر المرأة الأمريكية ديلينا فيلكينز. هنأها جورج الخامس ملك المملكة المتحدة بأنها «أكبر شخصية بريطانية حية» قبل وفاتها بوقت قصير

## روابط خارجية
- مريم سباركس على موقع فايند أغريف
- Chronological list of verified supercentenarians